# Onychocorycaeus giesbrechti
Onychocorycaeus giesbrechti – gatunek widłonoga z rodziny Corycaeidae. Opisał go w 1894 roku niemiecki zoolog Friedrich Dahl, nadając mu nazwę Corycaeus giesbrechti.